# Bruant à face noire
Zonotrichia querula
Espèce
Statut de conservation UICN

 NT  : Quasi menacé
Le Bruant à face noire (Zonotrichia querula (Nuttall, 1840)) est une espèce de passereau appartenant à la famille des Passerellidae.

## Répartition

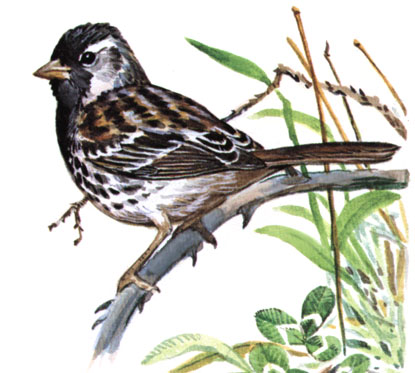

Cet oiseau niche dans le Nord du Canada et hiverne aux États-Unis.

Carte de répartition
Aire de nidification
Voie migratoire
Aire d'hivernage